# VDL DB250
Il VDL/DB250, presentato come DAF DB250 nel 1991, era un autobus a due piani venduto in Gran Bretagna dalla VDL Bus International rivenditore britannico della Arriva Bus & Coach. Un piccolo numero di questi autobus è stato esportato ad Istanbul, Turchia.

## DB250
In origine il DB250 era disponibile solo con l'allestimento Optare Spectra, poi divenne disponibile con allestimento Northern Counties Palatine. Il progetto originale si basava sul MCW Metrobus del quale la Optare e la DAF Bus International, poi VDL, avevano acquisito i diritti dopo la decisione della MCW di interrompere la produzione di autobus.

## DB250LF
Il DB250LF era la versione a pianale basso del telaio DB250. Questo modello è famoso per essere stato il primo telaio per autobus a due piani con pianale basso disponibile in Gran Bretagna.
Il DB250LF può essere facilmente riconosciuto per il suo scarico montato al centro della parte posteriore che di solito crea problemi nei ripidi cambi di pendenza. La nuova versione del DB250LF è stata presentata nel 2004 ed è conosciuta come DB250+. Il progetto è stato sottoposto ad una serie di modifiche tra le quali l'introduzione delle sospensioni indipendenti.
Il primo DB250LF venne allestito dalla Optare con una carrozzeria Spectra, modificata venduta in esclusiva sul DB250. La prima versione a pianale basso del DB250LF entrò in servizio nel 1997 con la Abus di Bristol che ha, di poco, battuto la Travel West Midlands nel diventare la prima società di trasporto a mettere in servizio autobus a pianale basso. Successivamente divennero disponibili i modelli Alexander ALX400, Plaxton President, East Lancs Myllennium Lowlander e Wright Pulsar Gemini.
La creazione dell'alternativa con allestimento della Wright cominciò ad essere sviluppata perché la Arriva intendeva acquistare dei mezzi che avessero l'allestimento Wright su telaio VDL. Impossibilitata a farlo richiese la consegna di oltre 100 autobus dotati di carrozzeria Wright su telaio Volvo B7TL. La Wright poi sviluppò il modello Pulsar Gemini III in modo da ottenere maggiori ordini dalla Arriva.
Nonostante il DB250LF sia arrivato presto sul mercato, la DAF ha sempre lottato per ottenere ordini. La Travel West Midlands ne ordinò 20, ma poi con l'arrivo del Dennis Trident 2 e del Volvo B7TL non ne ha più acquistato uno.
Nonostante questo i DB250 sono numerosi oltre alla grande flotta di proprietà Arriva, principalmente per le sue società di Londra, molti sono impiegati dalla Arriva Midlands e dalla Arriva Yorkshire sia con carrozzeria East Lancs e, cosa inusuale, con carrozzeria Wright Pulsar Gemini. Altri importanti operatori sono la Travel West Midlands, la Reading Buses e la Wilts & Dorset.
Il telaio DB250LF è stato anche adottato dalla Wrightbus per lo sviluppo del suo autobus a due piani a motorizzazione ibrida Wright Pulsar Gemini HEV.
La produzione del DB250 è terminata nel 2006 anche se nuovi esemplari hanno continuato ad entrare in servizio in Gran Bretagna fino al 2008. Il suo successore, il Wright Gemini 2 autobus a due piani integrale con telaio modulare VDL, è stato annunciato nel 2007 e presentato nel 2008.